# Ötösbánya
Ötösbánya (1899-ig Kotterbach, szlovákul: Rudňany, korábban Koterbachy, németül: Kotterbach) falu Szlovákiában, a Kassai kerület Iglói járásában. Alsó- és Felsőkotterbach egyesülésével jött létre.

## Fekvése
Iglótól 12 km-re délkeletre, a Hernád és a Gölnic között fekszik.

## Története
A régészeti leletek tanúsága szerint a falu területe már az újkőkorban is lakott volt.
Ősi szepesi bányásztelepülés, területén már a 12. századtól ezüstöt, vasat, rezet bányásztak. 1255-ben „Kuffurbach” néven említik először. Az írott források szerint 1332-ben a Máriássy család alapította, majd a Csáky család birtoka volt. 1360-ban „Kuffurbah” néven említik. 1787-ben 33 ház állt a faluban 187 lakossal. A 18. századra mindinkább a vasérc termelése került előtérbe, a század második felétől a vasipar gyors fejlődésnek indult. A vasat külföldre is exportálták.
Fényes Elek 1851-ben kiadott geográfiai szótárában így ír a faluról: „Kotterbach (Alsó és Felső), Szepes v. elszórt tót falu, Wagendrüsselhez éjszakra 1 órányira: 381 kath., 50 evang. lak. Rézbányák és hámorok. F. u. a Márjássy, Jóny nemzetségek. Ut. p. Rosnyó.”
A község fejlődését a 20. század eleji gazdasági válság akasztotta meg. A trianoni diktátumig Szepes vármegye Iglói járásához tartozott.

## Népessége
| Év:            | 1994. | 2004.    | 2014.    | 2024.    |
| -------------- | ----- | -------- | -------- | -------- |
| Emberek száma: | 2939  | 3432     | 4246     | 5129     |
| Eltérés:       |       | +16,77 % | +23,71 % | +20,79 % |

| Év:            | 2023. | 2024.   |
| -------------- | ----- | ------- |
| Emberek száma: | 4999  | 5129    |
| Eltérés:       |       | +2,60 % |

1828-ban 56 háza volt 418 lakossal.
1869-ben 91 házában 837 lakos élt.
1880-ban 873 lakosából 1 magyar és 733 szlovák anyanyelvű volt.
1890-ben 803 lakosából 13 magyar és 717 szlovák anyanyelvű volt.
1900-ban 1201-en lakták, ebből 119 magyar és 962 szlovák anyanyelvű.
1910-ben 1596-an lakták: 333 magyar, 147 német, 73 román, 8 ruszin, 6 horvát, 1 szerb, 952 szlovák és 76 egyéb anyanyelvű. Ebből 1201 római katolikus, 243 görög katolikus, 74 evangélikus, 41 izraelita, 19 református és 18 görög keleti vallású volt.
1921-ben 1610 lakosából 80 magyar, 251 német, 10 zsidó, 1020 csehszlovák, 224 állampolgárság nélküli és 25 egyéb nemzetiségű volt. Ebből 1265 római katolikus, 173 evangélikus, 140 görög katolikus, 24 izraelita, 1 református és 7 egyéb vallású volt.
1930-ban 1712-en lakták, ebből 17 magyar és 1255 csehszlovák.
1970-ben 3513 lakosából 2 magyar és 3498 szlovák volt.
1980-ban 3113 lakosából 2 magyar.
1991-ben 2824 lakosából 3 magyar. 
2001-ben 3196 lakosából 2768 szlovák, 395 cigány és 3 magyar volt.
2011-ben 3911 lakosából 3245 szlovák, 529 cigány és 3 magyar.

## Neves személyek
- Itt született Klug Nándor (1845–1909) orvos, fiziológus, biofizikus, a Magyar Tudományos Akadémia rendes tagja.
- Itt született Kumorovitz L. Bernát (1900–1992) premontrei szerzetes, történész, levéltáros, a Magyar Tudományos Akadémia rendes tagja, a magyarországi pecséttani kutatások kiemelkedő alakja.

## Nevezetességei
- Római katolikus temploma a 19. század második felében épült.